# Sierra de Arro
Sierra de Arro este o arie protejată (arie specială de conservare — SAC, sit de importanță comunitară — SCI) din Spania întinsă pe o suprafață de 1.459,9 ha, integral pe uscat.

## Localizare
Centrul sitului Sierra de Arro este situat la coordonatele 42°25′31″N 0°12′48″E / 42.4254°N 0.213457°E.

## Înființare
Situl Sierra de Arro a fost declarat sit de importanță comunitară în mai 2000 pentru a proteja 6 specii de animale. Situl a fost protejat și ca arie specială de conservare în februarie 2021.

## Biodiversitate
Situată în ecoregiunile alpină și mediteraneană, aria protejată conține 3 habitate naturale: Izvoare petrifiante cu formare de travertin (Cratoneurion), Păduri iberice de Quercus faginea și Quercus canariensis, Păduri de pin (sub-) mediteraneene cu pini negri endemici.
La baza desemnării sitului se află mai multe specii protejate:
- mamifere (1): liliacul mic cu potcoavă (Rhinolophus hipposideros)
- nevertebrate (4): croitorul mare al stejarului (Cerambyx cerdo), fluturele auriu (Euphydryas aurinia), Graellsia isabellae, rădașcă (Lucanus cervus)
- pești (1): Parachondrostoma miegii

Pe lângă speciile protejate, pe teritoriul sitului au mai fost identificate 2 specii de plante, 23 de specii de păsări, 4 specii de amfibieni, 3 specii de mamifere, 1 specie de nevertebrate, 2 specii de pești.